# 琼斯·S·汉密尔顿
琼斯·斯圖爾特·汉密尔顿（英語：Jones Stewart Hamilton；1833年4月19日—1907年1月21日），早年在密西西比州威尔金森县任治安官。美国南北战争时加入美利坚联盟国军队。战后曾投资过煤气厂、赛马场、酒店、出版业、铁路公司等。1883年投资创办贝翰文大学。1884年至1888年任密西西比州参议员。